# Momotombo
Momotombo (cuyo significado es ‘gran cumbre hirviente’) es un volcán nicaragüense situado en el departamento de León, cerca del pueblo de Puerto Momotombo, tras la ribera del lago Xolotlán. Se alza a 1297 m s. n. m. (metros sobre el nivel del mar), y es un volcán relativamente joven, con unos 4500 años de edad.
Durante una erupción, el 11 de enero de 1610, causó la destrucción del poblado español fundado por Francisco Hernández de Córdoba y cuyas ruinas se conocen como León Viejo. Sus pobladores decidieron entonces trasladar el asentamiento, originando la actual ciudad de León.
Tras permanecer en relativa calma desde 1886, entró en erupción en el año 1905 y dejó un río de lava que, ya solidificada, es aún visible. Su última erupción comenzó el 2 de diciembre de 2015, y continuó hasta inicios de 2016 con actividad estromboliana.

## Destino turístico
Es un destino muy visitado por turistas nacionales y extranjeros que gustan de la aventura extrema, ya que es posible subir hasta su cumbre desnuda e incluso pasar la noche en ella. Desde el borde del cráter puede observarse un panorama único y espectacular: el océano Pacífico, el complejo volcánico de Masaya, el lago Cocibolca y, en días muy claros, la isla de Ometepe con sus dos volcanes.

## Aprovechamiento geotérmico
El vapor del volcán es aprovechado para la generación de energía eléctrica mediante las instalaciones de la planta geotérmica «Momotombo», compuesta por dos turbinas de vapor de 35 MW (megavatios) cada una.
Pese a estar en funcionamiento una sola turbina, debido a la insuficiente cantidad de vapor, Nicaragua ha dejado de importar 90 000 t (noventa mil toneladas) de petróleo al año y ha logrado reducir en 120 000 t (ciento veinte mil toneladas) sus emisiones anuales de CO2.

## Historial de actividad volcánica
- 1522. Presentó marcada actividad eruptiva.
- 1609. Estuvo en erupción y debido a la gran cantidad de sismos en esa región, la ciudad de León Viejo fue trasladada en 1610 al lugar que actualmente ocupa la ciudad de León.
- 1764. Fuerte erupción.
- 1870. Produjo potentes y prolongados retumbes.
- 1885. En octubre estuvo arrojando gran cantidad de humo y produciendo retumbes cada 15 minutos.
- 1886. En el mes de febrero se observó fuego en el cráter durante las noches y el 20 de mayo entró en violenta erupción arrojando grandes cantidades de humo y ceniza hacia el lado de occidente y lava en dirección a Managua. El día 23, fueron completamente oscurecidas las ciudades de León, Corinto y Chinandega por una densa nube de ceniza procedente del volcán en erupción.
- 1905. Erupción. Flujo de lava.
- 1918. Durante el mes de abril arrojó gran cantidad de humo.
- 2005. Actividad sísmica, magnitud 3 en la escala de Richter.
- 2014. Actividad sísmica, magnitud 6.2 en la escala de Richter.
- 2015. Luego de 110 años de calma, el 1 de diciembre el volcán hizo una nueva erupción emanando cenizas, gases y lava.[4]
- 2016. El 3 de enero a las 4:22 de la madrugada, el volcán registró una explosión de gases y material incandescente, sin provocar daños.
- 2016. El 27 de febrero a las 9:01 de la noche, registró una fuerte erupción que estremeció los techos de la ciudad de León.

## Personajes célebres relacionados
- El afamado escritor francés Victor Hugo (1802-1885) se refirió al volcán Momotombo en La leyenda de los siglos, XVII, La Inquisición (en Les raisons du Momotombo).
- El poeta nicaragüense Rubén Darío (1867-1916) le dedicó el poema Momotombo en su libro El canto errante.[5]
- El diplomático y arqueólogo aficionado estadounidense Ephraim George Squier (1821-1888) señaló sobre el volcán Momotombo que no había sido santificado al mantener su nombre indígena.
- Pedro Arias Dávila, en carta al rey fechada el 10 de abril de 1525, comunica la fundación de la ciudad de León.  y la construcción de un templo en ella, en la provincia de Imabite y con 15 000 vecinos en sus alrededores. Describe el volcán Momotombo, su actividad, los accidentes geográficos y las fuentes de aguas termales.